# Balafell
Balafell är ett berg i republiken Island. Det ligger i regionen Norðurland eystra, 300 km nordost om huvudstaden Reykjavík. Toppen på Balafell är 410 meter över havet.
Trakten runt Balafell är nära nog obefolkad, med mindre än två invånare per kvadratkilometer. Det finns inga samhällen i närheten. Trakten runt Balafell består i huvudsak av gräsmarker.